# Ahmad Shah (roi de Malaisie)
Pour les articles homonymes, voir Ahmad Shah.
Ahmad Shah, né le 24 octobre 1930 à Pekan (États malais fédérés) et mort le 22 mai 2019 à Kuala Lumpur (Malaisie), est sultan de l'État de Pahang de 1974 à 2019 et roi de Malaisie de 1979 à 1984.

## Biographie

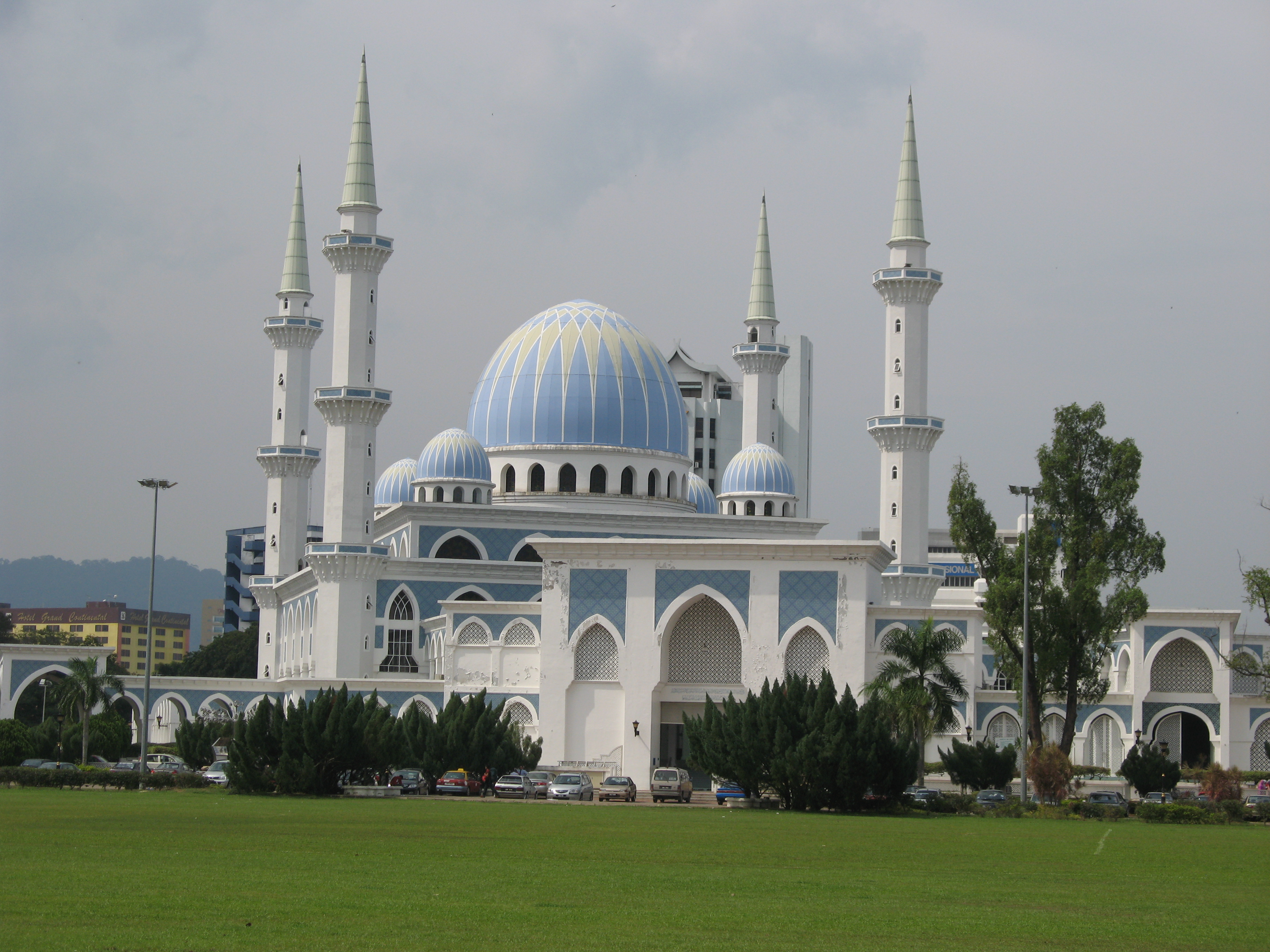
Mosquée du sultan Ahmad Shah à Pekan (Pahang).

Le 8 mai 1974, Ahmad Shah succède à son père Abu Bakar comme sultan de Pahang. Élu vice-roi de Malaisie en 1975, il exerce l'intérim à la tête de l'État malaisien à la mort de Yahya Petra le 29 mars 1979, avant d'être élu roi de Malaisie le 26 avril suivant. Il occupe la charge pendant cinq ans.
À la suite de l'abdication du roi Muhammad Faris Petra le 5 janvier 2019, il est prévu qu'il monte sur le trône de Malaisie une seconde fois en vertu de l'ordre cyclique établi entre les États de la fédération. Mais son abdication du trône de Pahang est également annoncée le 12 janvier en raison de problèmes de santé, ce qui fait de son fils, le régent et prince héritier Abdullah Shah, le nouveau sultan de Pahang. Le 24 janvier, celui-ci est élu roi de Malaisie pour cinq ans.